# Andrena astrella
Andrena astrella är en biart som beskrevs av Warncke 1975. Andrena astrella ingår i släktet sandbin, och familjen grävbin. Inga underarter finns listade i Catalogue of Life.